# スマホPOLICE
『スマホPOLICE』（スマホポリス）とは、2012年10月1日から2014年3月28日までテレビ朝日ほかで放送された5分間のミニ番組である。放送時間は平日24:15 - 24:20。サイバーエージェント（Ameba名義）の一社提供。

## 概要
芸能人の楽屋を訪れ、実際に使用しているスマートフォンを徹底的に抜き打ちチェックをする。その芸能人のプライベートを暴露したり、最新アプリの機能などを紹介する。
楽屋を訪れるのは顔のついたスマートフォンを頭にかぶったスマホポリス（須磨保一郎巡査）を名乗る男性（番組当初の約2週間は鈴木おさむが担当していたが、その後の2代目が誰であるかは明かされていない）。声はそのキャラクターのデザインも担当した大岩Larry正志が当てている。
準レギュラーとして丸高愛実、古坂大魔王、レイザーラモンHGがおり、不定期に出演する。

## ゲスト
2012年
- 10月1日 - 10月5日 - 渡部建（アンジャッシュ）
- 10月8日 - 10月12日 - 中田敦彦（オリエンタルラジオ）
- 10月15日 - 10月19日 - ヒデ（ペナルティ）
- 10月22日 - 10月26日 - TKO
- 10月29日 - 11月2日 - hitomi、平成ノブシコブシ
- 11月5日 - 11月9日 - サバンナ
- 11月12日 - 11月16日 - 藤森慎吾（オリエンタルラジオ）
- 11月19日 - 11月23日 - 古坂大魔王
- 11月26日 - 11月30日 - 坪倉由幸（我が家）
- 12月3日 - 12月5日 - 地球三兄弟（奥田民生・真心ブラザーズ）
- 12月6日 - 12月7日 - 吉木りさ
- 12月10日 - 12月11日 - 入江慎也（カラテカ）
- 12月12日 - 12月14日 - バナナマン
- 12月17日 - 12月20日 - おかもとまり

2013年
- 1月7日 - 1月8日 - バナナマン
- 1月9日 - 1月11日 - ハマカーン
- 1月14日 - 1月18日 - 大久保佳代子（オアシズ）
- 1月21日 - 1月25日 - しずる
- 1月28日 - 1月29日 - オジンオズボーン
- 1月30日 - 2月1日 - Hi-Hi
- 2月4日 - 2月5日 - 壇蜜
- 2月6日 - 2月8日 - 博多華丸・大吉
- 2月11日 - 2月12日 - 芹那
- 2月13日 - 2月15日 - 壇蜜
- 2月18日 - 2月19日 - レイザーラモン
- 2月20日 - 2月22日 - D-LITE（BIGBANG）
- 2月25日 - 2月26日 - 武井壮
- 2月27日 - 3月1日 - T.M.Revolution
- 3月4日 - 3月6日 - 庄司智春（品川庄司）
- 3月7日[4] - ヒャダイン
- 3月11日 - 3月12日 - 武井壮
- 3月13日 - 3月15日 - パンサー
- 3月18日 - 3月19日 - オードリー
- 3月21日 - 3月22日 - ニッチェ
- 3月25日 - 3月29日 - アンガールズ
- 4月2日 - 4月3日 - 小籔千豊
- 4月5日・4月8日 - 丸高愛実
- 4月9日 - 4月10日 - 東京女子流
- 4月11日 - 4月12日 - X21
- 4月15日-4月18日 - アルコ&ピース
- 4月19日 - 武井壮
- 4月22日 - 4月23日 - うしろシティ
- 4月24日 - 4月25日 - 高岡早紀
- 4月26日 - 古坂大魔王
- 4月29日 - ヒャダイン
- 4月30日 - オードリー
- 5月1日 - 5月2日 - キンタロー。
- 5月3日 - 丸高愛実
- 5月6日 - 武井壮
- 5月7日 - 5月8日 - 湘南乃風
- 5月9日 - 5月10日 - 道端ジェシカ
- 5月13日 - いとうあさこ
- 5月14日 - 5月17日 - COWCOW
- 5月20日 - 5月21日 - 益若つばさ
- 5月22日 - 5月23日 - ロッチ
- 5月27日 - 丸高愛実
- 5月28日 - ヒデ（ペナルティ）
- 5月29日 - ワッキー（ペナルティ）
- 5月30日 - 井本貴史（ライセンス）
- 5月31日 - レイザーラモンRG（レイザーラモン）
- 6月3日 - 松木安太郎
- 6月4日 - 6月6日 - 千鳥
- 6月7日 - 丸高愛実
- 6月10日 - 古坂大魔王
- 6月12日 - 6月14日 - V.I（BIGBANG）
- 6月17日 - 6月18日 - ダレノガレ明美
- 6月19日 - 6月20日 - スリムクラブ
- 6月21日 - 丸高愛実
- 6月24日 - 6月25日 - ホラン千秋
- 6月26日 - 6月27日 - きゃりーぱみゅぱみゅ
- 6月28日 - 古坂大魔王
- 7月1日 - 7月4日 - 渡辺直美
- 7月5日 - いとうあさこ
- 7月8日 - 7月9日 - 野性爆弾
- 7月10日 - 7月11日 - ナイツ
- 7月12日 - 丸高愛実
- 7月15日 - いとうあさこ
- 7月16日 - 7月17日 - 馬場園梓（アジアン）
- 7月22日 - 7月23日 - 大堀恵
- 7月24日 - 渡辺江里子（阿佐ヶ谷姉妹）
- 7月25日 - 木村美穂（阿佐ヶ谷姉妹）
- 7月26日 - いとうあさこ
- 8月5日 - 8月8日 - バイきんぐ
- 8月9日 - 武井壮
- 8月12日 - 8月13日 - 山本裕典
- 8月14日 - 8月15日 - 千原ジュニア（千原兄弟）&アントニー（マテンロウ）
- 8月16日 - いとうあさこ
- 8月19日 - 8月22日 - ハライチ
- 8月23日 - 丸高愛実
- 8月26日 - 8月27日 - ハリセンボン
- 8月28日・8月29日 - NON STYLE
- 8月30日 - 武井壮
- 9月2日 - 9月5日 - ジャングルポケット
- 9月6日 - 古坂大魔王
- 9月9日 - 9月12日 - 水沢アリー
- 9月13日 - 丸高愛実
- 9月16日 - 9月17日 - ソナーポケット
- 9月18日 - 9月19日 - AAA
- 9月20日 - 丸高愛実
- 9月23日 - 9月26日 - ビビる大木
- 9月27日 - 古坂大魔王
- 9月30日 - 10月3日 - 我が家
- 10月4日 - 丸高愛実
- 10月7日・10月8日 - SUPER☆GiRLS
- 10月9日・10月10日 - X-GUN
- 10月11日 - 丸高愛実
- 10月14日・10月15日 - キングオブコメディ
- 10月16日・10月17日 - 水沢エレナ
- 10月18日 - 丸高愛実
- 10月21日 - 10月24日 - カンニング竹山
- 10月25日 - 丸高愛実
- 10月28日・10月30日 - ロバート
- 11月1日 - 古坂大魔王
- 11月4日 - 11月6日 - ドランクドラゴン
- 11月8日 - 丸高愛実
- 11月11日・11月12日 - E-girls
- 11月13日・11月14日 - 菊地亜美
- 11月15日 - 丸高愛実
- 11月18日 - 11月21日 - 東京03
- 11月22日 - 古坂大魔王
- 11月25日・11月26日 - 大杉漣
- 11月27日・11月28日 - 笹野高史
- 11月29日 - 丸高愛実
- 12月2日・12月3日 - RIP SLYME
- 12月4日・12月5日 - 荒川静香
- 12月6日 - 丸高愛実
- 12月9日 - 12月12日 - 麒麟
- 12月13日 - レイザーラモンHG
- 12月16日 - 12月19日 - ザ・たっち
- 12月20日 - レイザーラモンHG
- 12月23日 - 12月26日 - 三代目J Soul Brothers

2014年
- 1月6日・1月7日 - ウーマンラッシュアワー
- 1月8日・1月9日 - 仙台貨物
- 1月10日 - 生駒里奈
- 1月13日 - 1月16日 - ますだおかだ
- 1月17日 - 生駒里奈
- 1月20日 - 大久保佳代子（オアシズ）
- 1月24日 - レイザーラモンHG
- 1月27日 - 1月30日 - 濱口優（よゐこ）
- 1月31日 - 丸高愛実
- 2月3日・2月4日 - スギちゃん
- 2月5日・2月6日 - U字工事
- 2月7日 - 丸高愛実
- 2月10日・2月11日 - 博多華丸・大吉
- 2月14日 - レイザーラモンHG
- 2月18日-2月20日 - ライセンス
- 2月21日 - レイザーラモンHG
- 2月24日 - 2月27日 - 眞鍋かをり
- 2月28日 - 丸高愛実
- 3月3日 - 3月6日 - IMALU
- 3月7日 - 丸高愛実
- 3月10日 - 3月11日 - 高岡早紀
- 3月12日 - 3月13日 - 鈴木福
- 3月14日 - 丸高愛実
- 3月17日 - 3月20日 - 水沢アリー
- 3月21日・3月24日 - 丸高愛実
- 3月26日 - 狩野英孝
- 3月27日・3月28日 - 武井壮

## スタッフ
- 監修：鈴木おさむ（ - 2013年10月）
- デザイン：大岩Larry正志、小宮一郎
- 演出：土屋良介
- プロデューサー：寺田伸也→吉村周（テレビ朝日）、笹平祐一郎（JCTV）
- 制作著作：テレビ朝日